# Paromenia auroguttata
Paromenia auroguttata är en insektsart som beskrevs av Victor Antoine Signoret 1853. Paromenia auroguttata ingår i släktet Paromenia och familjen dvärgstritar. Inga underarter finns listade i Catalogue of Life.